# James Gambier, 1. Baron Gambier

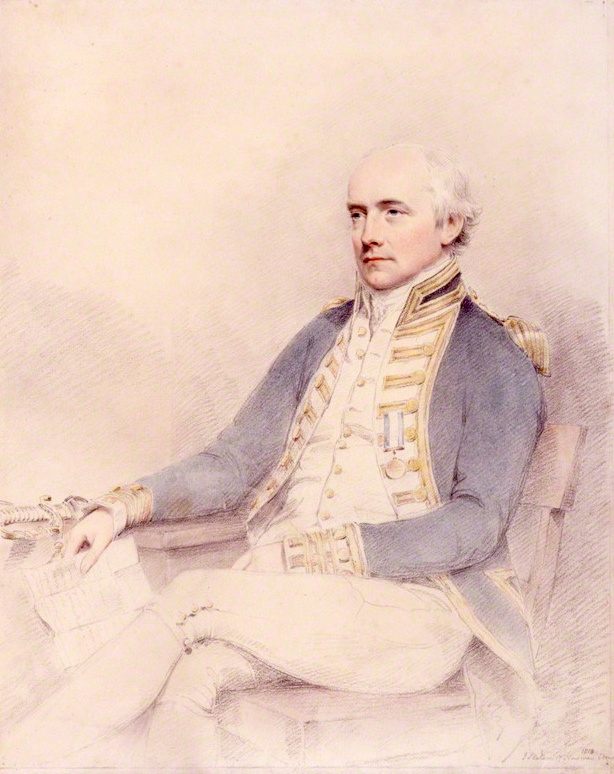
James Gambier, 1. Baron Gambier, 1813

James Gambier, 1. Baron Gambier (* 13. Oktober 1756 auf den Bahamas; † 19. April 1833 in Ivor House bei Uxbridge in Buckinghamshire, England) war ein britischer Admiral.

## Leben
James Gambier war der Sohn des Vizegouverneurs (engl. lieutenant governor) der Bahamas, John Gambier, und ein Onkel der Schriftstellerin Georgiana Chatterton. Er fuhr bereits mit elf Jahren zur See, wo er zunächst auf dem Schiff seines Onkels, dem späteren Vizeadmiral (engl. vice admiral) James Gambier, Dienst leistete. Er wurde bereits 1778 Kapitän zur See. Im Amerikanischen Unabhängigkeitskrieg wurde sein Name zuerst 1780 bei der Bezwingung Charlestons genannt. Ebenso zeichnete er sich 1781 durch die Vereitelung der französischen Operation gegen Jersey aus.
Beim Beginn des Krieges zwischen Frankreich und Großbritannien 1793 hatte er wesentlichen Anteil an der Schlacht vor dem englischen Kanal am 1. Juni 1794, der Seeschlacht am Glorious First of June, wo die Briten den Franzosen sieben Linienschiffe abnahmen und ein achtes zum Sinken brachten. 1795 wurde Gambier zum Konteradmiral ernannt und in die Admiralität berufen. Von 1802 bis 1804 war er Commodore-Governor der Kolonie Neufundland. Historische Berühmtheit erlangte er als Oberbefehlshaber der britischen Flotte in der Seeschlacht von Kopenhagen zwischen dem 2. und 5. September 1807, die mit der Einnahme von Kopenhagen und der Wegnahme der gesamten dänischen Flotte endete, die aus 17 Linienschiffen, 21 Fregatten sowie 25 Kanonenbooten bestand. Gambier überführte sie mitsamt den Vorräten aus den Arsenalen nach Großbritannien. Für diese mit großer Energie und Schnelligkeit, aber auch umso größerer Schonungslosigkeit ausgeführte Tat wurde er am 3. November 1807 zum Baron Gambier, of Iver in the County of Buckingham, erhoben und wurde dadurch Mitglied des House of Lords.
1808 fügte er als Befehlshaber der Kanalflotte den Franzosen bei Île d’Aix bedeutenden Schaden zu. 1811 verließ er den Dienst und wurde 1814 Vorsitzender der Kommission, die am 24. Dezember in Gent den Frieden mit den Vereinigten Staaten zustande brachte. 1815 wurde er als Knight Grand Cross in den Bathorden aufgenommen. Am 22. Juli 1830 wurde er in den Rang eines Flottenadmirals befördert.
James Gambier starb am 19. April 1833 in seinem Heim, Ivor House, bei Uxbridge. Da seine im Juli 1788 geschlossene Ehe mit Louisa Matthew kinderlos geblieben war, erlosch sein Adelstitel mit seinem Tod.